# Peter-und-Paul-Kirche (Cottenau)

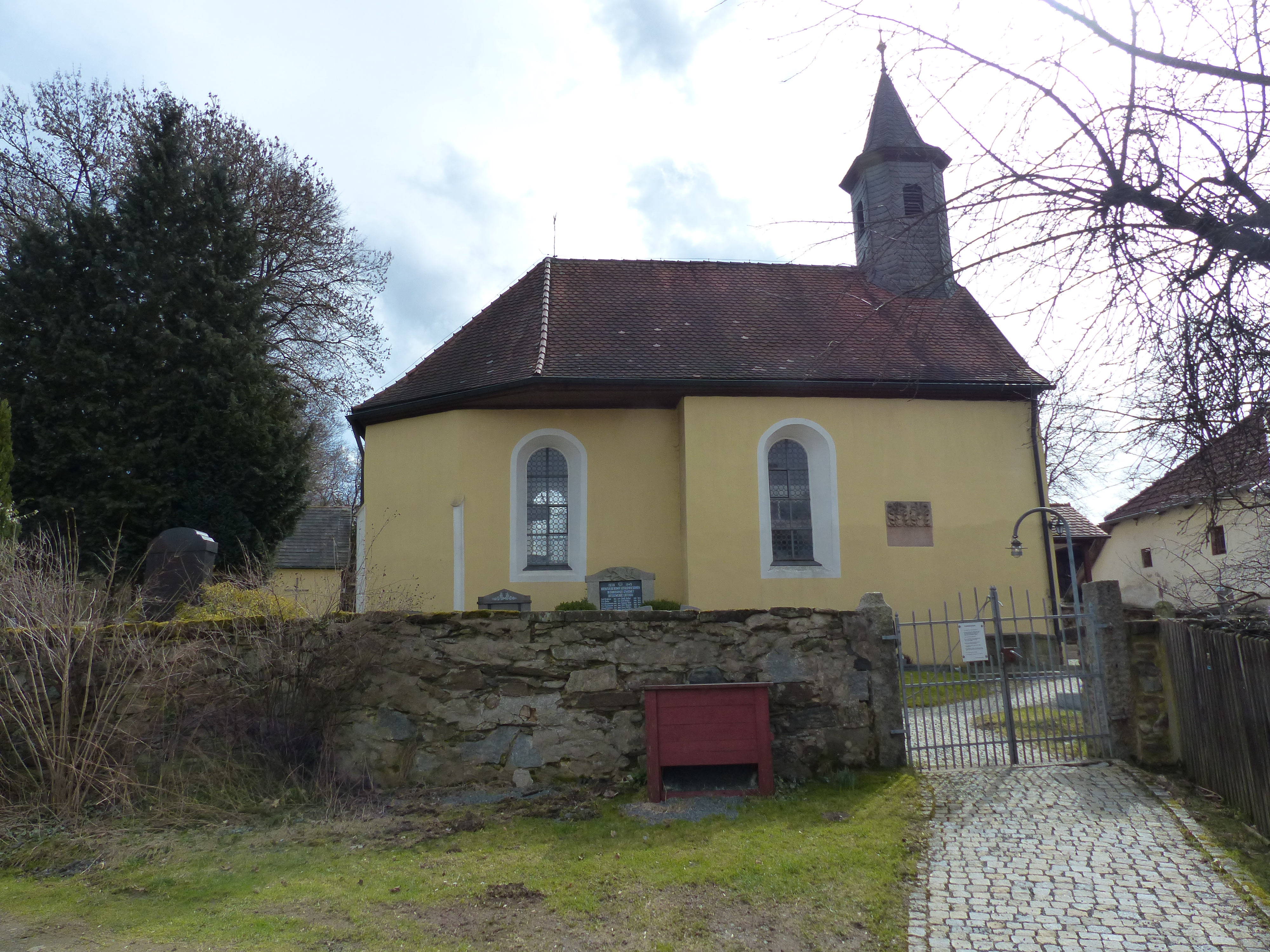
Frontansicht mit Kirchhofmauer

Die evangelisch-lutherische Peter-und-Paul-Kirche im oberfränkischen Cottenau ist eine Peter und Paul geweihte Filialkirche der Pfarrkirche St. Johannis (Wirsberg) im Dekanat Kulmbach.
Kirche und Kirchhof zählen zu den Baudenkmälern des Ortes. Zu den Besonderheiten der Ausstattung gehören die Stuckdecke, der Kanzelaltar und der Taufstein. Eine Inschrift an der Außenwand berichtet vom Ausbau der Kirche durch Georg Wolf von Guttenberg 1606 und dem Bau der Kirchhofmauer 1609. Diese umfasst den Friedhof und bezieht seitlich Nebengebäude mit ein.